# Будников, Михаил Сергеевич
Михаил Сергеевич Будников (23 5 [5 июня] 1904, Киев — 4 марта 1966, Киев) — советский ученый в области технологии строительного производства и организации строительства, доктор технических наук (с 1952 года), профессор (с 1952 года), Заслуженный деятель науки УССР (с 1964 года).

## Биография
Родился 24 мая (5 июня) 1904 года в Киеве. В 1927 году окончил Киевский политехнический институт, после чего работал на предприятиях Донбасса, Харькова и других.
В 1935—1941 и 1946—1966 годах — преподаватель Киевского инженерно-строительного института (с 1952 года — профессор), в 1947—1963 годах — директор Научно-исследовательского института организации и механизации строительного производства.
Умер 4 марта 1966 году. Похоронен в Киеве на Байковом кладбище.

## Работы
Основные труды по теории и практике поточной организации строительства. Произведения:
- «Поточное строительство посёлков» (Киев, 1949);
- «Основы поточного строительства» (Киев, 1961, соавтор);
- «Технология и организация возведения зданий и сооружений» (Киев, 1964; совместно с А. Н. Обозным).

## Награды
Награждён двумя орденами Красной Звезды, орденом Трудового Красного Знамени, орденом «Знак Почета» и медалями.